# 井上華月
井上 華月（いのうえ はづき、2005年5月19日 - ）は、日本の子役である。
ジョビィキッズに所属していた。

## 出演

### テレビドラマ
- さよならぼくたちのようちえん（2011年、日本テレビ） - さくらB 役
- 高校生レストラン 第8話（2011年、日本テレビ）
- ゴーストママ捜査線（2012年、日本テレビ） - はづき 役
- あぽやん〜走る国際空港 第7話（2013年、TBS） - 平田ユイ 役
- 明日、ママがいない（2014年1月 - 2月、日本テレビ） - レミ 役
- 鼠、江戸を疾る 第6話（2014年2月27日、NHK総合） - おいと 役
- 37.5℃の涙（2015年7月-9月、TBS） - 杉崎香織（幼少期）役
- ゆとりですがなにか（2016年、日本テレビ）

### 映画
- クロサワ映画2011〜笑いにできない恋がある〜（2011年）- 美孔 役
- 渾身 KON-SHIN（2013年1月12日公開、松竹）- 坂本琴世 役

### CM
- ダスキン
- 日清食品「チキンラーメン」